# 纪叶
纪叶（1923年—），原名李英，曾用笔名维竹、纪维竹，男，山西原平人，中国剧作家，曾任中国电影家协会理事。